# Inio Asano
Inio Asano (浅野 いにお?, Asano Inio; Namegata, 22 settembre 1980) è un fumettista giapponese.

## Biografia
Nato a Namegata, nella prefettura di Ibaraki e laureatosi a Tamagawa. Nel 2001 vince il premio GX per autori emergenti e fa il suo esordio con il manga "Uchuu kara konnichiwa" (Saluti dall'universo) su Sunday GX. Il suo manga Solanin è stato adattato in un film live action uscito in Giappone nell'aprile 2010. Nel 2013 è stato ospite a Lucca Comics and Games.
Le sue opere sono edite in Italia da Planet Manga e Kappa Edizioni.
Tra i mangaka che lo hanno ispirato ha citato: Yoshiharu Tsuge, Shigeru Mizuki, Naoki Yamamoto, Kyoko Okazaki, Minoru Furuya e Taiyo Matsumoto.

## Opere
- What a Wonderful World!  (素晴らしい世界?, Subarashii Sekai) 2 volumi (2002–2004)
- Il campo dell'arcobaleno  (虹ヶ原ホログラフ?, Nijigahara Horogurafu) volume unico (2003–2005)
- La città della luce  (ひかりのまち?, Hikari no Machi) volume unico (2004–2005)
- Solanin  (ソラニン?, Soranin) 2 volumi (2005–2006) - (2017, ristampa in un volume unico)
- Buonanotte, Punpun  (おやすみプンプン?, Oyasumi Punpun) 13 volumi (2007-2013)
- La fine del mondo e prima dell'alba  (世界の終わりと夜明け前?, Sekai no Owari to Yoake Mae) volume unico (2008)
- La ragazza in riva al mare  (うみべの女の子?, Umibe no Onna no Ko) 2 volumi (2009-2013)
- Ctrl+T Inio Asano Works  (Ctrl+T 浅野いにおWORKS?, Kontorōru Purasu Tī Asano Inio Wākusu) artbook, volume unico (2010)
- Dead Dead Demon's Dededededestruction  (デッドデッドデーモンズデデデデデストラクション?, Deddo Deddo Dēmonzu Dededededesutorakushon) 12 volumi (2014-2022)
- Short Stories  (浅野いにお短編集 ばけものれっちゃん／きのこたけのこ?, Bakemono Recchan/Kinoko Takenoko: Asano Inio Tanpenshuu) volume unico (2015)
- Reiraku - La caduta  (零落?, Reiraku) volume unico (2017)
- Eroi  (勇者たち?, Yūsha Tachi) volume unico (2018)
- Mujina in to the Deep (MUJINA IN TO THE DEEP) (2023-in corso)